# Powiat Göppingen
Powiat Göppingen (niem. Landkreis Göppingen) – powiat w Niemczech, w  kraju związkowym Badenia-Wirtembergia, w rejencji Stuttgart, w regionie Stuttgart. Stolicą powiatu jest miasto Göppingen.

## Podział administracyjny
W skład powiatu Göppingen wchodzi:
- dziewięć gmin miejskich (Stadt)
- 29 gmin wiejskich (Gemeinde)
- pięć wspólnot administracyjnych (Vereinbarte Verwaltungsgemeinschaft)
- sześć związków gmin (Gemeindeverwaltungsverband)

Miasta:
| Lp. | Nazwa miasta             | Ludność (31.12.2010) | Powierzchnia km² |
| --- | ------------------------ | -------------------- | ---------------- |
| 1   | Donzdorf                 | 10.816               | 39,82            |
| 2   | Ebersbach an der Fils    | 15.291               | 26,27            |
| 3   | Eislingen/Fils           | 20.364               | 16,41            |
| 4   | Geislingen an der Steige | 26.841               | 75,83            |
| 5   | Göppingen                | 56.819               | 59,22            |
| 6   | Lauterstein              | 2.681                | 23,32            |
| 7   | Süßen                    | 9.934                | 12,78            |
| 8   | Uhingen                  | 13.555               | 24,79            |
| 9   | Wiesensteig              | 2.138                | 23,40            |

Gminy wiejskie:
| Lp. | Nazwa gminy           | Ludność (31.12.2010) | Powierzchnia km² |
| --- | --------------------- | -------------------- | ---------------- |
| 1   | Adelberg              | 2.006                | 9,49             |
| 2   | Aichelberg            | 1.294                | 4,01             |
| 3   | Albershausen          | 4.309                | 6,50             |
| 4   | Bad Boll              | 5.205                | 10,95            |
| 5   | Bad Ditzenbach        | 3.674                | 25,46            |
| 6   | Bad Überkingen        | 3.824                | 24,02            |
| 7   | Birenbach             | 1.864                | 2,50             |
| 8   | Böhmenkirch           | 5.515                | 51,08            |
| 9   | Börtlingen            | 1.754                | 8,26             |
| 10  | Deggingen             | 5.456                | 22,70            |
| 11  | Drackenstein          | 437                  | 5,69             |
| 12  | Dürnau                | 2.083                | 5,37             |
| 13  | Eschenbach            | 2.181                | 4,80             |
| 14  | Gammelshausen         | 1.464                | 3,31             |
| 15  | Gingen an der Fils    | 4.289                | 10,01            |
| 16  | Gruibingen            | 2.067                | 23,05            |
| 17  | Hattenhofen           | 2.933                | 7,64             |
| 18  | Heiningen             | 5.285                | 12,46            |
| 19  | Hohenstadt            | 722                  | 11,64            |
| 20  | Kuchen                | 5.512                | 8,95             |
| 21  | Mühlhausen im Täle    | 978                  | 6,33             |
| 22  | Ottenbach             | 2.443                | 11,90            |
| 23  | Rechberghausen        | 5.366                | 6,40             |
| 24  | Salach                | 7.748                | 8,32             |
| 25  | Schlat                | 1.727                | 9,68             |
| 26  | Schlierbach           | 3.804                | 10,97            |
| 27  | Wangen                | 3.165                | 9,68             |
| 28  | Wäschenbeuren         | 3.976                | 12,95            |
| 29  | Zell unter Aichelberg | 3.028                | 6,39             |

Wspólnoty administracyjne:
| Lp. | Nazwa wspólnoty administracyjnej | Ludność (31.12.2010) | Powierzchnia km² | Liczba gmin |
| --- | -------------------------------- | -------------------- | ---------------- | ----------- |
| 1   | Deggingen                        | 9.130                | 48,16            | 2           |
| 2   | Ebersbach an der Fils            | 19.095               | 37,24            | 2           |
| 3   | Geislingen an der Steige         | 36.177               | 108,80           | 3           |
| 4   | Göppingen                        | 65.687               | 91,53            | 4           |
| 5   | Uhingen                          | 17.864               | 31,29            | 2           |

Związki gmin:
| Lp. | Nazwa związku gmin         | Ludność (31.12.2010) | Powierzchnia km² | Liczba gmin |
| --- | -------------------------- | -------------------- | ---------------- | ----------- |
| 1   | Eislingen-Ottenbach-Salach | 30.555               | 36,62            | 3           |
| 2   | Mittleres Fils-Lautertal   | 27.720               | 85,93            | 4           |
| 3   | Oberes Filstal             | 6.342                | 70,11            | 5           |
| 4   | Östlicher Schurwald        | 10.990               | 26,65            | 4           |
| 5   | Raum Bad Boll              | 16.007               | 37,67            | 6           |
| 6   | Voralb                     | 7.466                | 17,26            | 2           |